# Julien Rodriguez
Julien Rodriguez (født 11. juni 1978 i Béziers, Frankrig) er en tidligere fransk fodboldspiller, der spillede som forsvarsspiller senest hos Ligue 1-klubben Olympique Marseille. Han har tidligere spillet for både AS Monaco og den skotske storklub Rangers F.C.

## Klubkarriere
Rodriguez startede sin seniorkarriere i 1997 hos den monegaskiske klub AS Monaco, men blev 4. august 2005 solgt til skotske Rangers F.C., der netop havde fået franskmanden Paul Le Guen som manager. Han scorede sit første og eneste mål for klubben den 11. marts 2006 i en kamp mod Kilmarnock F.C.
I januar 2007 rejste Rodriguez tilbage til Frankrig, hvor han skrev kontrakt med Ligue 1-klubben Olympique Marseille.

## Landshold
Rodriguez har endnu ikke fået sin landskampsdebut for Frankrigs landshold, men var den 7. februar 2007 på bænken for holdet i en kamp mod Argentina.

## Titler
Ligue 1
- 2000 med AS Monaco

Coupe de la Ligue
- 2003 med AS Monaco